# مک‌کورمیک، ویچیتا، کانزاس
مک‌کورمیک (به انگلیسی: McCormick) یک منطقهٔ مسکونی در ایالات متحده آمریکا است که در کانزاس واقع شده‌است. مک‌کورمیک ۲٬۸۶۳ نفر جمعیت دارد و ۳۹۵٫۳۳ متر بالاتر از سطح دریا واقع شده‌است.